# Kenan Ragipović
Kenan Ragipović (in serbo Кенан Рагиповић?; Novi Pazar, 16 settembre 1982) è un ex calciatore serbo, di ruolo centrocampista.